# Выжигина, Маргарита Александровна
Маргарита Александровна Выжигина (род. 1 ноября 1942 года) — советский и российский врач анестезиолог-реаниматолог, главный научный сотрудник РНЦХ имени академика Б. В. Петровского РАМН, доктор медицинских наук (1996), профессор кафедры анестезиологии и реаниматологии ММА имени И. М. Сеченова, заслуженный врач РФ (2001), лауреат национальной Премии лучшим врачам России «Призвание» (2008) за уникальную операцию, спасшую жизнь человека.

## Биография
Родилась в семье военных. В 1965 году окончила Рижский медицинский институт и раз и навсегда связала свою жизнь с анестезиологией-реаниматологией.
В 1967—1968 годах работала в Риге врачом анестезиологом-реаниматологом в республиканской клинической больнице имени П. Страдыня.
В 1968—1979 годы — врач анестезиолог-реаниматолог, в 1979—1996 годы старший, затем ведущий научный сотрудник отделения анестезиологии во Всесоюзном НИИ клинической и экспериментальной хирургии МЗ СССР.
В 1971 году защитила диссертацию на соискание степени кандидата медицинских наук.
С момента создания кафедры анестезиологии и реаниматологии 1-го московского медицинского университета им. И. М. Сеченова 4 февраля 1991 года М. А. Выжигина — доцент, затем профессор кафедры и заведующая учебной частью.
В 1991, 1994 и 1997 годах стажировалась в университетском госпитале города Берн, Швейцария. В 1996 году защитила диссертацию на соискание степени доктора медицинских наук.
С 1997 года — главный научный сотрудник 1 отделения анестезиологии РНЦХ РАМН.
В 2006 году М. А. Выжигина руководила бригадой анестезиологов во время первой в России операции по пересадке трахеи.

## Научная деятельность
Имеет 5 патентов на изобретения и 4 гранта Российского фонда фундаментальных исследований. Основоположница многих новаторских методик и разработок в области анестезии в торакальной хирургии: метод альтернирующей анестезии и вентиляции, применение высокочастотных респираторных методик в хирургии лёгких, трахеи и бронхов и других.
Автор и соавтор свыше 400 опубликованных научных работ, в том числе 9 книг, среди которых среди которых «Современные аспекты в хирургии легких» (1988), в соавторстве с профессором Г. Н. Гимельфарбом, «Респираторная поддержка» (1997) — руководство для врачей, в соавторстве с профессором В. Л. Кассилем, «Искусственная вентиляция легких» (2004).
Подготовила в качестве руководителя 6 кандидатов медицинских наук.

### Избранные труды
- Выжигина М. А. Современные аспекты анестезии в хирургии легких / М. А. Выжигина, Г. Н. Гиммельфарб; Под ред. О. А. Долиной. Ташкент: Медицина УзССР, 1988.
- Кассиль В. Л., Лескин Г. С., Выжигина М. А. Респираторная поддержка: Руководство по искусственной и вспомогательной вентиляции лёгких в анестезиологии и интенсивной терапии.— М.: Медицина, 1997.
- Кассиль В. Л., Выжигина М. А., Еременко А. А. и др. Вентиляция легких в анестезиологии и реаниматологии. М.: ГЭОТАР-Медиа, 2016.

## Награды и звания
- Медаль «В память 850-летия Москвы»[1],
- Национальная Премия лучшим врачам России «Призвание» (2008)[4],
- Заслуженный врач Российской Федерации (2001)[4],
- Ветеран труда,
- Отличник здравоохранения,
- Занесена в «Книгу почёта» ГБОУ ВПО Первый МГМУ имени И. М. Сеченова.

- Почётный член «Научного общества анестезиологов» Латвии[1],
- Внешний член и эксперт Учёного Совета Латвийской академии наук[1],
- Член дирекции Московского филиала Европейской Академии образования в анестезиологии (СЕЕА)[1],
- Член Европейской Академии анестезиологии и Ассоциации кардиоторакальной анестезиологии[1],
- Член дирекции Московского филиала Европейской Академии образования в анестезиологии (СЕЕА)[1],
- Член президиума и ученый Секретарь Федерации анестезиологов-реаниматологов РФ с 1998 по 2002 год[1],
- Председатель комитета по образованию ФАР с 2014 по 2017 год[1],
- Член редколлегии журнала «Вестник анестезиологии и реаниматологии»[1].